# Angel Killer II - La vendetta
Angel Killer II - La vendetta (Avenging Angel) è un film del 1985 diretto da Robert Vincent O'Neill. È il sequel del film cult Angel Killer dell'anno precedente.

## Trama
Molly ha lasciato da qualche mese il lavoro da prostituta per diventare procuratore distrettuale, grazie al tenente Andrews. Ma, quando quest'ultimo è stato ucciso durante un turno di guardia, Molly chiede aiuto ai suoi vecchi amici per vendicarne la morte.

## Produzione
L'attrice che aveva interpretato Molly Stewart nel film precedente Donna Wilkes era stata licenziata dai produttori del film perché si erano rifiutati di pagare lo stipendio che serviva, e al suo posto arrivò Betsy Russell.